# MTV Unplugged (中島美嘉のアルバム)
『MTV Unplugged』(エムティーヴィー・アンプラグド)は中島美嘉のライブ・アルバム。

## 解説
本作は、3ヶ月連続リリースの第3弾にあたるライブ・アルバムとなる。
『MTV Unplugged LIVE』でのライブ音源が収録され、初回生産限定盤ではそれらの様子が収録されたDVD、Blu-ray Discが付属される。
また、本ライブでは、1部と2部の2部構成となっており、1部と2部とではセットリストの楽曲が一部異なる。

## 収録曲

### Disc.1 (CD)
1. 花束
2. 桜色舞うころ
3. ORION
4. LAST WALTZ
5. 僕が死のうと思ったのは
6. LIFE
7. 声
8. 雪の華
9. GIFT
10. ALL HANDS TOGETHER
11. A MIRACLE FOR YOU
12. Dear
13. 明日世界が終わるなら

### Disc.2 (DVD/Blu-ray Disc)【初回生産限定盤のみ】
1. 花束
2. 桜色舞うころ
3. ORION
4. LAST WALTZ
5. 僕が死のうと思ったのは
6. LIFE
7. 声
8. 雪の華
9. Gift
10. ALL HANDS TOGETHER
11. A MIRACLE FOR YOU
12. Alone